# Хенри Фицрој, 1. војвода од Ричмонда и Сомерсета
Хенри Фицрој, војвода од Ричмонда и Сомерсета (енгл. Henry FitzRoy, Duke of Richmond and Somerset; 1519. -1536. )је био син краља Хенрија VIII Тјудора и његове љубавнице Елизабет Блаунт. 

## Рани живот
Његова мајка Елизабет Блаунт, била је дворска дама и једна од љубавница Хенрија VIII Тјудора. Будући да краљ у то време још није имао мушког наследника, рођење здравог сина, па макар и ванбрачног, представљало је велики политички догађај. 

## Титуле и  положај
1525. године краљ је Хенрију дао титулу војводе од Ричмонда и Сомерсета, што га је учинило једним од најважнијих племића у земљи. Такође, био је постављен за лорда адмирала Енглеске и за лорда поручника Ирске. Био је разматран и као наследник енглеског престола, упркос свом ванбрачном статусу. 

## Смрт
Преминуо је врло млад, 23. јула 1536. године, вјероватно од туберкулозе. Његова смрт представљала је велики ударац за краља, који тада није имао мушког наследника. Убрзо након његове смрти, Џејн Симор, Хенриjeва трећа жена, рађа будућег краља Едвардa VI Тјудорa.